# Beaumont-lès-Valence
Beaumont-lès-Valence – miejscowość i gmina we Francji, w regionie Owernia-Rodan-Alpy, w departamencie Drôme.
Według danych na rok 1990 gminę zamieszkiwało 3117 osób, a gęstość zaludnienia wynosiła 177 osób/km² (wśród 2880 gmin regionu Rodan-Alpy Beaumont-lès-Valence plasuje się na 283. miejscu pod względem liczby ludności, natomiast pod względem powierzchni na miejscu 619.).

## Współpraca
Miejscowość partnerska:
- Vétroz, Szwajcaria